# Neohelvibotys
Neohelvibotys is een geslacht van vlinders van de familie grasmotten (Crambidae), uit de onderfamilie Pyraustinae.

## Soorten
- N. arizonensis Capps, 1967
- N. boliviensis Capps, 1967
- N. nayaritensis Capps, 1967
- N. neohelvialis Capps, 1967
- N. pelotasalis Capps, 1967
- N. polingi Capps, 1967
- N. saltensis Capps, 1967